# Yomoni

Yomoni est une société de gestion française spécialisée dans l'épargne en ligne à destination des particuliers et des professionnels, dont le modèle est inspiré des gérants anglo-saxons tels que Betterment ou Wealthsimple.
L'entreprise offre principalement des solutions d'investissement en gestion pilotée à base d’ETF sur toutes les enveloppes fiscales disponibles en France : compte-titres, PEA, Assurance-vie, PER…

## Historique
L’entreprise a été fondée en 2015 par Sébastien d’Ornano, Mourtaza Asad-Syed et Laurent Girard, avec la participation au capital de Weber Investissements, société de participations de la Financière de l’Échiquer,.
En 2017, Yomoni réalise une 2e levée de fonds pour 5 M€.
En 2020, Yomoni réalise une 3e levée de fonds de 8,7 M€ auprès de ses actionnaires historiques Weber Participations et Crédit Mutuel Arkéa.
En 2022, elle réalise une 4e levée de fonds de 25 M€ auprès des actionnaires historiques, Crédit Mutuel Arkéa, Financière de l’Echiquier et son management mais aussi d’un nouvel entrant, Amboise, entreprise liée à Maurice Tchenio, cofondateur de la société Altaroc spécialisée dans les fonds de Private Equity.
Yomoni a franchi le cap du milliard d’euros sous gestion en 2024, un rythme de croissance plus modeste qu'initialement anticipé, compte tenu notamment de la frilosité des partenaires à s'associer avec un acteur mettant en avant les frais bas et du faible appétit pour le risque des Français. 
En 2024, Yomoni a décidé  d'accentuer ses efforts sur la gestion privée sur les clients avec des encours de plus de 50 000 €

## Activités
L'offre de Yomoni consiste principalement à gérer les portefeuilles d'épargne de ses clients en utilisant des ETF, des fonds indiciels cotés en bourse à frais faibles, service parfois qualifié de robo advisor.
Le rôle principal de Yomoni est celui d’allocataire de capital. En fonction du profil de risque du client et de son horizon de gestion, Yomoni créé un portefeuille réparti entre les grandes classes d'actifs (actions, obligations, monétaire) majoritairement constitué d'ETF dans une optique de gestion passive.
Yomoni se distingue des autres robo advisors (Nalo, Wesave…) car elle a le statut de société de gestion agréée par l'AMF, et non de conseiller en investissement financiers. Cela lui permet de créer et gérer ses propres OPCVM et ainsi réduire les frais pour les clients en limitant par exemple les coûts aux ordres d’achat et de vente pour les petits comptes.
Initialement, l’offre de Yomoni était centrée autour de l’assurance-vie. L’entreprise a élargi son offre et a proposé au fil des ans une plus large variété de placements (mandats orientés ESG, investissement immobilier, private equity, produits structurés, offre destinée aux professionnels...), se rapprochant ainsi des services d'une banque privée en version numérique.

## Participation au débat public concernant l'épargne
En 2023 Yomoni a été invitée à participer aux travaux parlementaires du Sénat concernant la protection des épargnants. L'entreprise a contribué aux débats concernant la promotion auprès des épargnants de la gestion indicielle à faibles frais et l’offre de produits d'épargne-retraite à faible frais.

## Publicité avec Michel Polnareff
En 2023, Yomoni a lancé sa troisième campagne publicitaire à la télévision en faisant intervenir Michel Polnareff dans un spot humoristique fondé sur l’autodérision, mettant en avant la situation financière fragile de l'artiste. C’est la première campagne publicitaire de Michel Polnareff, et c’est aussi un pied de nez à une campagne publicitaire qui utilisait un sosie de Michel Polnareff sans l'accord de l'artiste.

## Classement dans le Fintech 100
Yomoni apparaît dans le classement Fintech 100, un classement des entreprises du secteur de la finance et de l'assurance jugées les plus avancées sur le plan technologique par le jury constitué du fonds Truffle Capital et des groupes BPCE et Sopra Steria.
| Année | Classement |
| ----- | ---------- |
| 2022  | 70e        |
| 2023  | 75e        |
| 2024  | 99e        |
| 2025  | 53e        |

## Contribution à la recherche universitaire
Yomoni a conclu une convention de partenariat avec le Laboratoire d'Économie d’Orléans sous l’égide de l’Institut Louis Bachelier et sous la forme d'une chaire d'entreprise. L’objectif de cette initiative de recherche est d'étudier la finance comportementale, notamment les choix d’épargne des ménages et de la prise de risque des épargnants français.